# Plouay
Plouay (pronuncia francese : /pluɛ/; Ploue in bretone) è un comune francese di 5 407 abitanti situato nel dipartimento del Morbihan nella regione della Bretagna.

## Società

### Evoluzione demografica
Abitanti censiti